# Prosaptia crenata
Prosaptia crenata är en stensöteväxtart som beskrevs av Barbara S. Parris. Prosaptia crenata ingår i släktet Prosaptia och familjen Polypodiaceae. Inga underarter finns listade.